# Прилукская улица (Чернигов)
Прилукская улица (до 2024 года — улица Таранущенко) (укр. Прилуцька вулиця) — улица в Деснянском районе города Чернигова. Пролегает от проспекта Михаила Грушевского (улицы 1 Мая) до проспекта Левка Лукьяненко (улицы Рокоссовского).
Примыкает улица Хельсинкского союза (Ломоносова), Образования (Тракторная).

## История
Новоколхозная улица проложена в 1950-е годы и застроена индивидуальными домами. 12 ноября 2002 года Новоколхозная улица была переименована на улица Таранущенко — в честь секретаря Михайло-Коцюбинского подпольного райкома и командующего ряда партизанских отрядов (имени С. М. Будённого, имени М. М. Коцюбинского) времён Великой Отечественной войны Николая Михайловича Таранущенко, согласно Решению Черниговского городского совета (городской глава А. В. Соколов) 5 сессии 24 созыва «Про переименование улиц города» («Про перейменування вулиць міста»). 
С целью проведения политики очищения городского пространства от топонимов, которые возвеличивают, увековечивают, пропагандируют или символизируют Российскую Федерацию и Республику Беларусь, 10 июля 2024 года улица получила современное название — в честь города Прилуки, согласно Решению Черниговского городского совета № 41/VIII-7 «Про переименование улиц в городе Чернигове» («Про перейменування вулиць у місті Чернігові»).

## Застройка
Улица пролегает в восточном направлении — параллельно проспекту Левка Лукьяненко и Нежинской улице, делает поворот на северо-восток, затем при примыкании улицы Образования (Тракторной) резко разворачивается на северо-запад к проспекту Левка Лукьяненко (улице Рокоссовского). Парная и непарная стороны улицы заняты усадебной застройкой, конец улицы (после примыкания улицы Образования) непарная сторона занята гаражным кооперативом № 10. 
Учреждения: нет